# 青軍 (ポーランド)
青軍 (The Blue Army、波:Błękitna Armia)またはハラー軍 (pol. Armia Hallera) は、第一次世界大戦中に1917年6月4日にフランス大統領レイモン・ポアンカレの命令により創設されたポーランドの義勇軍組織で、ロマン・ドモフスキと彼が率いるポーランド国民の委員会である。
ポーランドに移送されるまで、彼はフランス軍司令部の命令に従った。 1919年半ばまでに、その兵力は6個師団に達し、兵員数は最大8万人となった。

## 歴史
最初の陸軍部隊は、フランス大統領レイモン・ポアンカレとR. ドモフスキー率いるポーランド国民委員会との間の協定締結直後の1917年に創設された。軍の主力（23,000人）は米国から来たポーランド人で、彼らはイグナシー・ヤン・パデレフスキの呼びかけに応じた。残りはフランス軍に勤務していたポーランド人か、ドイツとオーストリア・ハンガリー帝国からの元ポーランド人捕虜だった（合計約2万5000人）。このほかにも、フランスでロシア遠征軍に従軍していた人たちや、ブラジルに離散したポーランド人（300人以上）など、世界中から小規模なグループが集まった。警官はほとんどがフランス人でした。軍隊はフランス軍の規定に基づいて組織され、復員したフランス部隊の装備と武器を装備し武装した。
陸軍は当初フランスの政治的統制下にあり、ルイ・アルキナール将軍の指揮下にあった。 1918年9月23日、政治的管理はポーランド国家委員会に移管されました。 1918年10月4日、フランス軍司令官の代わりにユゼフ ハラー将軍が就任しました。 1918年7月からシャンパーニュで行われた第一次世界大戦の最終決戦には、ポーランド軍部隊のうち第1歩兵連隊のみが参加し、1918年10月中旬からはヴォージュ山脈で前線を占領していたポーランド第1歩兵師団も参加した。
1919年4月初旬、青軍の兵力は7万人で、4月16日から6月初旬にかけて、軍はすべての装備品とともに武器を持たずにドイツ領土を通ってポーランドに再配備され、武器は別々に輸送された。密閉されたワゴン。ハラー軍はポーランド軍の中で最も訓練され、武装し、装備も充実した部分となった。
1919年4月26日に最初の部隊が到着するとすぐに、ハラーの部隊はヘルム近郊のポーランド・ウクライナ戦線に移送され、5月にはソ連・ポーランド戦線に移送された。
ハラー軍がポーランドに移動するための条件の一つは、西ウクライナ人民共和国に対する戦争に参加しないことであった。しかし、1919年5月15日、ポーランド政府はハラーの軍隊をガリシアとヴォルィーニのウクライナ・ポーランド戦線に派遣し、ハラーの軍隊がガリシア軍との戦いで主導権を握ることを可能にした。軍はガリシア東部でのポーランド・ウクライナ戦争に参加し、リヴィウをウクライナ軍から守った。
チョルトキフの攻撃中に、ハラー軍は重大な損失を被った。しかし、協商国の援助を受けたポーランド軍はズブルフ川を越えてウクライナ軍を押し出した。東ガリシアとヴォルィーニの占領後、ハラー軍は 1919年9月に再編成された。 9月1日、陸軍司令部と軍団司令部が改革され、9月の改革と改名を経て師団は組織的にポーランド軍に組み込まれた。